# 秃秃
秃秃（?—?），元朝大臣，元惠宗时中书右丞。
至正十三年（1353年），秃秃担任中书右丞。正月乙亥，秃秃率军镇压商州起义军。至正十五年（1355年），担任陕西行省平章政事，六月己卯，加答剌罕之号。当时，南方红巾军倪文俊攻下武昌、汉阳，元朝集合大军攻打，他和桑哥守卫襄阳。